# Menno van Delft

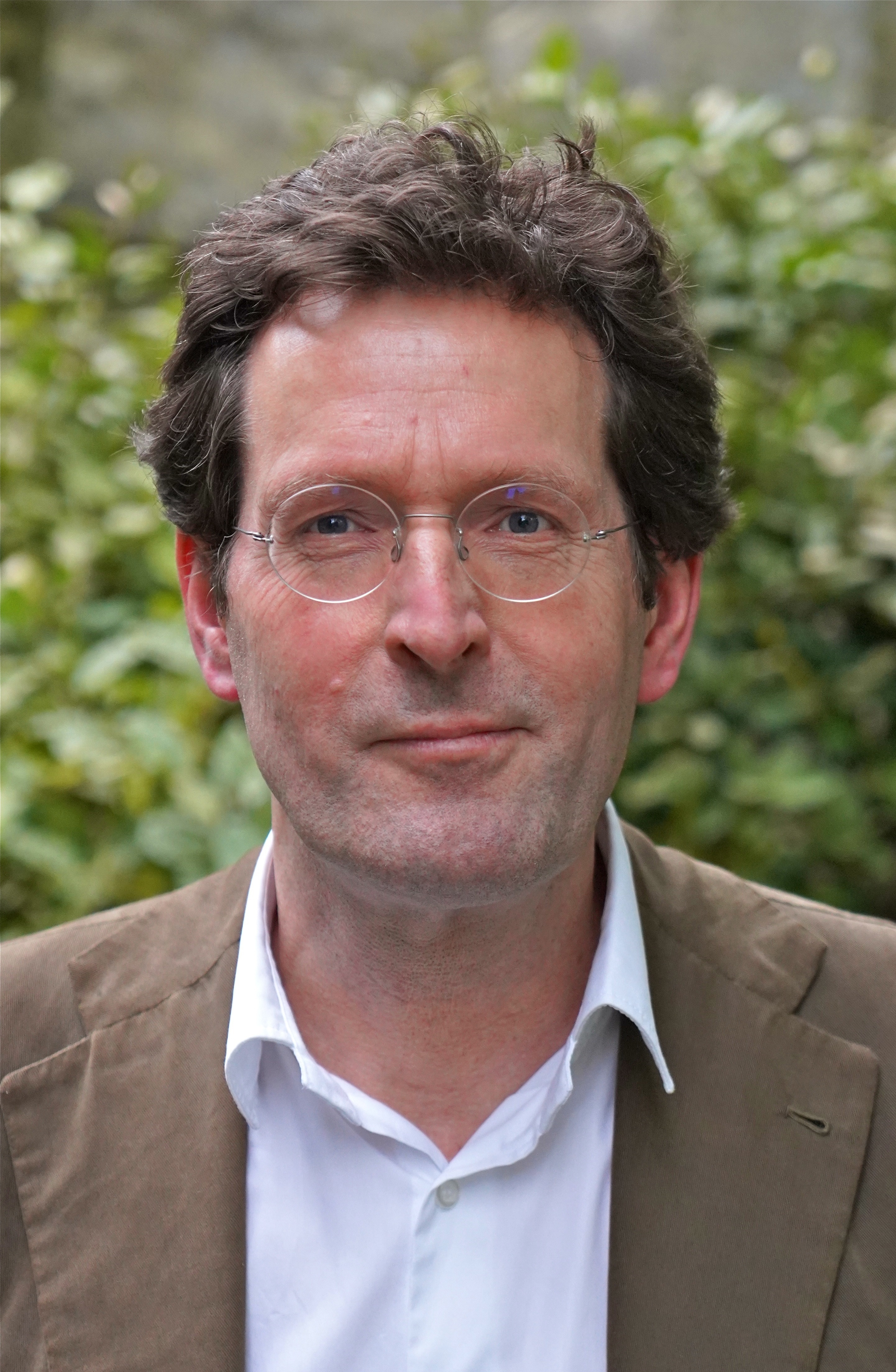
Menno van Delft

Menno van Delft (* 1963 in Amsterdam) ist ein niederländischer Cembalist, Organist und Musikwissenschaftler.

## Leben
Menno van Delft studierte Cembalo, Orgel und Musikwissenschaften am Sweelinck Konservatorium in Amsterdam, am Königlichen Konservatorium in Den Haag und an der Universität Utrecht. Seine Lehrer waren unter anderem Gustav Leonhardt, Bob van Asperen, Piet Kee, Jacques van Oortmerssen und Willem Elders. 
Als Solist sowie als Continuospieler tritt Menno van Delft in verschiedenen Besetzungen auf. Seit 1995 ist Menno van Delft Professor für Cembalo, Clavichord, Basso Continuo und Ensemblespiel an der Musikhochschule seiner Heimatstadt Amsterdam, seit 2006 wirkt er als Teilzeitprofessor für Cembalo an der Hochschule für Musik und Theater Hamburg.